# Robert Alberts
Robert René Alberts (Amsterdam, 14 novembre 1954) è un allenatore di calcio ed ex calciatore olandese, di ruolo centrocampista.

## Carriera

### Calciatore
Si forma calcisticamente nelle giovanili dell'Ajax ma ha la sua prima esperienza professionistica in Canada presso i Vancouver Whitecaps, franchigia della NASL. Con i Whitecaps ottenne il quarto ed ultimo posto della Western Division della North American Soccer League 1975.
Nel 1976 è in forza ai francesi del AS Montferrandaise. Ritorna poi ai Whitecaps, raggiungendo nella stagione 1976 il primo turno dei playoff per il titolo.
Terminata l'esperienza americana, torna in Europa, continuando il resto della sua carriera nelle serie inferiori svedesi, in forza ai semiprofessionisti del Råå IF e Hittarps IK.

### Allenatore
Lasciato il calcio giocato, divenne allenatore. Allena dapprima le giovanili del suo ultimo club da calciatore Hittarps IK.
Dal 1988 al 1991, sempre in Svezia, allenò l'Åstorps.
Dal 1992 al 1995 è alla guida dei malesi del Kedah, con cui vince un campionato nella stagione 1993, prima affermazione in campionato della squadra di Alor Setar.
Sì sposta successivamente a Singapore, divenendo l'allenatore del Tiong Bahru e poi all'Home Utd. Con i secondi vincerà la S.League 1999, prima affermazione nella storia del club.
Dal 2002 al 2004 è nella Corea del Sud, ove si dedica allo sviluppo e all'allenamento delle selezioni giovanili.
Dal 2008 torna in Malaysia, al Sarawak poi spostarsi in Indonesia, dapprima all'Arema, che sotto la sua guida si aggiudicò il suo primo e unico campionato indonesiano nella stagione 2009-2010, e poi al PSM Makassar.
Nel 2011 ritorna al Sarawak, restandovi sino al 2015. Ritorna poi al Makassar e poi, sempre in Indonesia, dal maggio 2019 passa alla guida del Persib, ottenendo il secondo posto nella stagione 2021-2022. Lascerà il club di Bandung nell'agosto 2022.

## Palmarès

### Allenatore
- Campionato malaysiano: 1

Kadeh: 1993
- Singapore Premier League: 1

Home United: 1999
- Campionato indonesiano di calcio: 1

Arema: 2009-2010